# Млиновецька сільська рада
Млинове́цька сільська́ ра́да — адміністративно-територіальна одиниця та орган місцевого самоврядування у Зборівському районі Тернопільської області. Адміністративний центр — село Млинівці.

## Загальні відомості
Млиновецька сільська рада утворена в 1939 році.
- Територія ради: 25,968 км²
- Населення ради: 2 388 осіб (станом на 2001 рік)
- Територією ради протікає річка Стрипа

## Населені пункти
Сільській раді підпорядковані населені пункти:
- с. Млинівці
- с. Грабківці
- с. Кудобинці
- с. Присівці
- с. Тустоголови

## Склад ради
Рада складається з 16 депутатів та голови.
- Голова ради: Кравець Іван Григорович
- Секретар ради: Стецко Ольга Володимирівна

### Керівний склад попередніх скликань
| Прізвище, ім'я, по батькові | Основні відомості                                                               | Дата обрання | Дата звільнення |
| --------------------------- | ------------------------------------------------------------------------------- | ------------ | --------------- |
| Якимів Петро Євгенович      | Сільський голова, 1964 року народження                                          | 26.03.2006   | 31.10.2010      |
| Кравець Іван Григорович     | Сільський голова, 1954 року народження, освіта середня спеціальна, безпартійний | 31.10.2010   |                 |

Примітка: таблиця складена за даними сайту Верховної Ради України

### Депутати
За результатами місцевих виборів 2010 року депутатами ради стали:

#### За суб'єктами висування
| Суб'єкт висування | Кількість обраних депутатів | %    |
| ----------------- | --------------------------- | ---- |
| Самовисування     | 14                          | 87,5 |
| Народна партія    | 2                           | 12,5 |

#### За округами
| № округу       | Прізвище, ім'я, по батькові   | Дата визнання обраним | Освіта             | Партійна приналежність | Відомості про обраного депутата                                                            |
| -------------- | ----------------------------- | --------------------- | ------------------ | ---------------------- | ------------------------------------------------------------------------------------------ |
| Народна Партія |                               |                       |                    |                        |                                                                                            |
| 7              | Якубець Наталія В'ячеславівна | 03.11.2010            | вища               | позапартійна           | Управління Пенсійного фонду України в Зборівському районі, заступник головного бух галтера |
| 12             | Баранець Андрій Петрович      | 03.11.2010            | вища               | позапартійний          | тимчасово не працює                                                                        |
| Самовисування  |                               |                       |                    |                        |                                                                                            |
| 1              | Мушинський Андрій Євгенович   | 03.11.2010            | вища               | позапартійний          | Храм Св. Дмитрія с. Млинівці, священик                                                     |
| 2              | Крупа Василь Ярославович      | 03.11.2010            | середня спеціальна | позапартійний          | Млиновецька сільська рада, землевпорядник                                                  |
| 3              | Турчин Галина Василівна       | 03.11.2010            | вища               | позапартійна           | Млиновецька сільська рада, головний бух галтер                                             |
| 4              | Кренціль Михайло Васильович   | 03.11.2010            | вища               | позапартійний          | Зборів залізно-дорожна станція, начальник                                                  |
| 5              | Беш Любов Степанівна          | 03.11.2010            | середня            | позапартійна           | Млиновецька сільська рада, начальник військово-облікового столу                            |
| 6              | Надозірний Роман Богданович   | 03.11.2010            | вища               | позапартійний          | тимчасово не працює                                                                        |
| 8              | Шкорупа Мирослава Василівна   | 03.11.2010            | середня спеціальна | позапартійна           | приватний підприємець                                                                      |
| 9              | Стецко Назарій Миколайович    | 03.11.2010            | середня            | позапартійний          | Зборівський коледж ім. І.Пулюя, сту-дент                                                   |
| 10             | Дорош Назарій Ярославович     | 03.11.2010            | середня            | позапартійний          | Тернопільський національний педагогічний університет ім. В. Гнатюка, сту-дент              |
| 11             | Піняга Михайло Миколайович    | 03.11.2010            | вища               | позапартійний          | Храм Успеня Пресвятої БогородиціС.Присівці, священик                                       |
| 13             | Дорош Василь Євгенович        | 03.11.2010            | вища               | позапартійний          | Беримівська загальноосвітня школа І-ІІ ст., вчитель                                        |
| 14             | Бобів Зеновія Олексіївна      | 03.11.2010            | середня спеціальна | позапартійна           | СП «Пік», продавець                                                                        |
| 15             | Стецко Ольга Володимирівна    | 03.11.2010            | середня спеціальна | позапартійна           | Млиновецька сільська рада, секре-тар                                                       |
| 16             | Дорош Іванна Володимирівна    | 03.11.2010            | вища               | позапартійна           | Млиновецька сільськарада, спеці-аліст                                                      |